# Боруђи (Караш-Северин)
Боруђи (рум. Borugi) насеље је у Румунији у округу Караш-Северин у општини Корнерева. Oпштина се налази на надморској висини од 713 m.

## Становништво
Према подацима из 2002. године у насељу је живело 32 становника, од којих су сви румунске националности.